# Pius Z'Rotz
Pius Z'Rotz (23 de diciembre de 1955) es un deportista suizo que compitió en remo. Ganó dos medallas de bronce en el Campeonato Mundial de Remo, en los años 1982 y 1983.

## Palmarés internacional
| Campeonato Mundial | Campeonato Mundial | Campeonato Mundial | Campeonato Mundial |
| Año                | Lugar              | Medalla            | Prueba             |
| ------------------ | ------------------ | ------------------ | ------------------ |
| 1982               | Lucerna (Suiza)    | Medalla de bronce  | Doble scull ligero |
| 1983               | Duisburgo (RFA)    | Medalla de bronce  | Doble scull ligero |